# Onychiurinae
Onychiurinae zijn een onderfamilie van springstaarten uit de familie Onychiuridae. De onderfamilie telt 555 beschreven soorten.

## Geslachten
- Absolonia (1 soort)
- Agraphorura (12 soorten)
- Allonychiurus (22 soorten)
- Archaphorura (3 soorten)
- Argonychiurus (6 soorten)
- Arneria (2 soorten)
- Bionychiurus (3 soorten)
- Chribellphorura (1 soort)
- Cribrochiurus (2 soorten)
- Deharvengiurus (9 soorten)
- Detriturus (4 soorten)
- Deuteraphorura (71 soorten)
- Dimorphaphorura (1 soort)
- Dinochiurus (1 soort)
- Heteraphorura (15 soorten)
- Hymenaphorura (41 soorten)
- Kalaphorura (10 soorten)
- Megaphorura (2 soorten)
- Micraphorura (15 soorten)
- Micronychiurus (6 soorten)
- Oligaphorura (18 soorten)
- Ongulonychiurus (1 soort)
- Onychiuroides (25 soorten)
- Onychiurus (47 soorten)
- Orthonychiurus (29 soorten)
- Paronychiurus (7 soorten)
- Pilonychiurus (1 soort)
- Probolaphorura (2 soorten)
- Protaphorura (127 soorten)
- Protaphorurodes (1 soort)
- Psyllaphorura (8 soorten)
- Reducturus (1 soort)
- Sacaphorura (1 soort)
- Sensillonychiurus (3 soorten)
- Similonychiurus (1 soort)
- Spelaphorura (1 soort)
- Spinonychiurus (3 soorten)
- Supraphorura (1 soort)
- Tantulonychiurus (2 soorten)
- Thalassaphorura (36 soorten)
- Uralaphorura (5 soorten)
- Vexaphorura (1 soort)
- Vibronychiurus (5 soorten)
- Wandaphorura (1 soort)
- Yoshiiphorura (1 soort)